# 谷口剛
谷口 剛（たにぐち ごう、1948年 - ）は、日本の元アマチュア野球選手である。ポジションは一塁手。

## 来歴・人物
向陽高では、1年上のエース野崎恒男を擁し1965年春の選抜へ出場。1回戦で高鍋高の牧憲二郎を攻略し快勝。しかし2回戦では小田義人、服部敏和らのいた静岡高に敗退した。翌1966年夏も紀和大会決勝に進むが、郡山高の植村秀明に抑えられ1-3で惜敗。
東海大学に進学。首都大学野球リーグでは在学中6回優勝。四番打者、一塁手として活躍する。1967年春季リーグでは首位打者となる。1968年の明治維新百年記念明治神宮野球大会に首都大学野球リーグ代表として出場。決勝では1年上のエース上田二郎が東京六大学野球リーグ代表の星野仙一らと投げ合い完封勝利、優勝を飾る。1969年春季リーグでも首位打者を獲得。同年の第18回全日本大学野球選手権大会でも決勝に進み、上田二郎が日大の佐藤道郎と互いに無失点で投げ合う。9回表に決勝本塁打を放ち3－0で快勝、初優勝を遂げた。同年の第8回アジア野球選手権大会日本代表に選出される。翌1970年は主将となる。同年の第1回明治神宮野球大会は、1年下の川端理史の好投もあって、決勝で中京大の榎本直樹を打ち崩し優勝を飾る。ベストナインに3回（一塁手）選出されている。他のチームメイトに同期の林田俊雄、1年下の相本和則がいた。
大学卒業後は住友金属に入社。エース山中正竹らを擁し四番打者として活躍し、1971年から7年間、都市対抗に連続出場を果たす。1972年の都市対抗では準決勝に進むが、三菱自動車川崎に敗退。1975年の社会人野球日本選手権も準決勝に進むが、鐘淵化学の宮田典計に完封負けを喫した。